# Ordre de succession au trône de Belgique
Pour les articles homonymes, voir Trône (homonymie).

Armoiries du ou de la monarque de la Belgique.

En Belgique, les règles de succession pour le trône sont définies dans plusieurs articles de la Constitution du royaume. L’ensemble de ces lois déterminent les conditions pour lesquelles certains membres de la famille royale peuvent succéder à la fonction de « roi (ou reine) des Belges ».

## Histoire des lois successorales pour le trône belge
Avant 1991, la loi salique étant en vigueur, les filles des souverains belges ne pouvaient succéder à leurs pères sur le trône en raison du principe de primogéniture exclusivement masculine dans la descendance du roi Léopold Ier. Mais, depuis son abolition, les femmes peuvent succéder au trône en raison de l’introduction dans la Constitution du principe de primogéniture indifférencié (d’aîné à cadet quel que soit le sexe), à condition qu’elles soient descendantes du prince Albert de Liège (devenu le roi Albert II). Ainsi, à la mort du roi Baudouin, en 1993, la succession s’est ouverte pour la première fois dans l’histoire belge aux princesses issues de la maison royale de Belgique, à savoir Astrid et Maria Laura.

## Ordre de succession actuel
Léopold Ier, roi des Belges → Prince Philippe de Belgique, comte de Flandre → Albert Ier, roi des Belges → Léopold III, roi des Belges → Albert II, roi des Belges

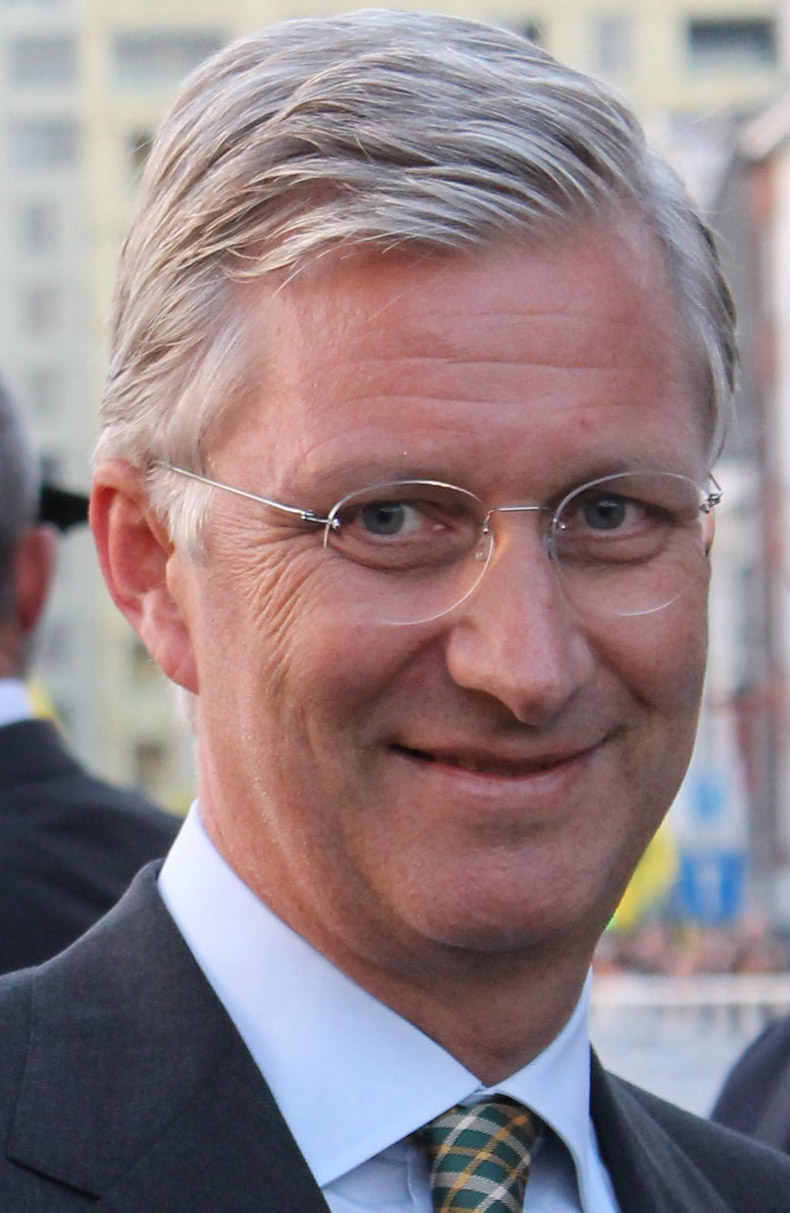
Le roi Philippe.

Le roi Philippe, actuel souverain belge, né le 15 avril 1960, devient le septième roi des Belges lorsque son père Albert II abdique en sa faveur, le 21 juillet 2013. Depuis cette date, l’ordre de succession au trône est le suivant, :
1. la princesse Élisabeth, duchesse de Brabant (Élisabeth Thérèse Marie Hélène de Saxe-Cobourg), née le 25 octobre 2001, fille aînée du roi Philippe ;
2. le prince Gabriel (Gabriel Baudouin Charles Marie de Saxe-Cobourg), né le 20 août 2003, premier fils du roi Philippe ;
3. le prince Emmanuel (Emmanuel Léopold Guillaume François Marie de Saxe-Cobourg), né le 4 octobre 2005, second fils du roi Philippe ;
4. la princesse Éléonore (Éléonore Fabiola Victoria Anne Marie de Saxe-Cobourg), née le 16 avril 2008, seconde fille et dernier enfant du roi Philippe ;
5. la princesse Astrid (Astrid Joséphine-Charlotte Fabrizia Élisabeth Paola Marie de  Saxe-Cobourg), née le 5 juin 1962, sœur cadette du roi Philippe ;
6. le prince Amedeo (Amedeo Maria Joseph Carl Pierre Philippe Paola Marcus d'Aviano de Habsbourg-Lorraine[3]), né le 21 février 1986, fils aîné de la princesse Astrid, ayant reçu le consentement royal pour son mariage, seize mois plus tard, le 12 novembre 2015[4]. Il reste dans la succession.
7. l'archiduchesse Anna-Astrid Marie d'Autriche-Este , née le 17 mai 2016, première fille du prince Amedeo ;
8. l'archiduc Maximilian Lorenz Ettore Karl Marco d'Aviano d'Autriche-Este, né le 6 septembre 2019, premier fils du prince Amedeo ;
9. l'archiduchesse Alix d'Autriche-Este , née le 2 septembre 2023, seconde fille du prince Amedeo ;
10. la princesse Maria Laura (Maria Laura Zita Beatrix Gerhard de Habsbourg-Lorraine), née le 26 août 1988, première fille de la princesse Astrid ;
11. Albert Isvy, né le 26 janvier 2025, premier fils de la princesse Marie Laura ;
12. le prince Joachim (Joachim Karl-Maria Nikolaus Isabelle Marcus d’Aviano de Habsbourg-Lorraine), né le 9 décembre 1991, second fils de la princesse Astrid ;
13. la princesse Luisa Maria (Luisa Maria Anna Martine Pilar de Habsbourg-Lorraine), née le 11 octobre 1995, deuxième fille de la princesse Astrid ;
14. la princesse Laetitia Maria (Laetitia Maria Nora Anna Joachim Zita de Habsbourg-Lorraine), née le 23 avril 2003, troisième fille et dernier enfant de la princesse Astrid ;
15. le prince Laurent (Laurent Benoît Baudouin Marie de Saxe-Cobourg), né le 16 octobre 1963, frère cadet du roi Philippe ;
16. la princesse Louise (Louise Sophie Mary de Saxe-Cobourg), née le 6 février 2004, fille aînée du prince Laurent ;
17. le prince Nicolas (Nicolas Casimir Marie de Saxe-Cobourg), né le 13 décembre 2005, premier fils du prince Laurent et jumeau du suivant ;
18. le prince Aymeric (Aymeric Auguste Marie de Saxe-Cobourg), né le 13 décembre 2005, second fils et dernier enfant du prince Laurent.